# 알렉스 아쿠냐
알렉스 아쿠냐(스페인어: Alex Acuña, 1944년 12월 12일 ~ )는 페루 출신 미국의 재즈 드러머이자 타악기 연주자이다.

## 생애
페루의 파티빌카에서 태어난 아쿠냐는 10살 때부터 라 오르크라 데 로스 헤르마노스 네스코프와 같은 지역 밴드에서 연주했다. 아쿠냐는 그의 형제들을 따라 10대에 리마로 이주했다. 18세의 나이에 페레스 프라도 밴드에 가입하였고, 1965년 푸에르토리코 산후안으로 이주하였다. 1974년 아쿠냐는 라스베이거스로 이주하여 엘비스 프레슬리, 템테이션스, 그리고 다이애나 로스 등과 같은 아티스트들과 함께 일했고, 다음 해에 그는 재즈 퓨전 그룹인 웨더 리포트에 합류하여 음반 《Black Market》과 《Heavy Weather》에 참여했다. 뉴욕에 있는 동안, 아쿠냐는 RCA 레코드로 여러 곡을 녹음했다. 아쿠냐는 그에게 주어진 장르적 한계 때문에 떠나기로 결정했는데, RCA 레코드는 그에게 라틴 음악만 들려주게 했다.

## 음반 목록

### 웨더 리포트
- Black Market (1976년)
- Heavy Weather (1977년)